# کامیلو خوزه سلا
کامیلو خوزه سلا (به اسپانیایی: Camilo José Cela y Trulock, 1st Marquis of Iria Flavia), (تلفظ اسپانیایی: [kaˈmilo xoˈse ˈθela] رمان‌نویس و شاعر اسپانیایی بود. او در سال ۱۹۸۹ به خاطر نثر غنی و پرمحتوا، که با شفقتی حساب‌شده، تصویری چالش‌برانگیز از آسیب‌پذیری انسان ارائه می‌دهد، جایزه نوبل ادبیات را دریافت کرد.

## زندگی

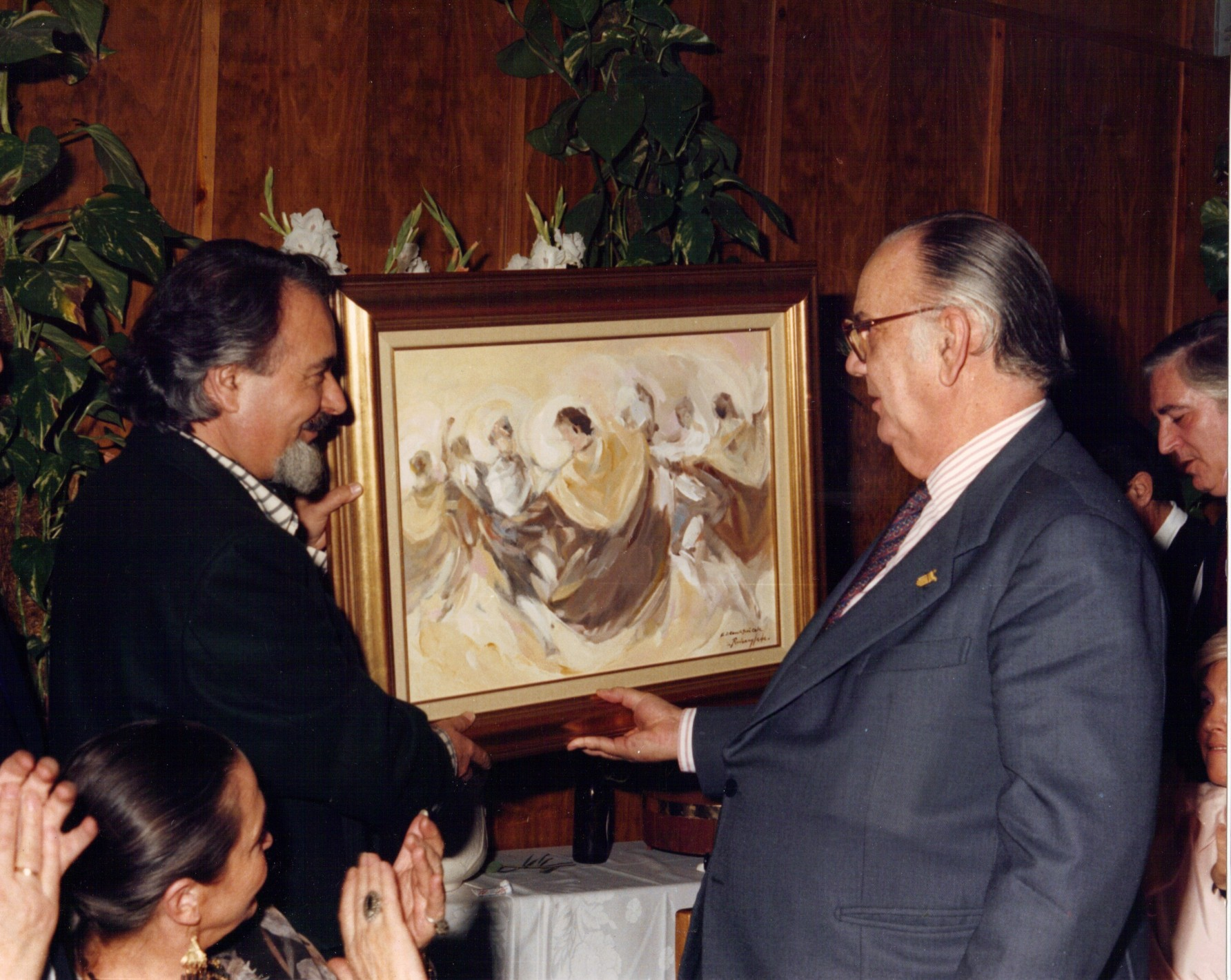
کامیلو خوزه سلا (راست) در ۱۹۸۸

کامیلو خوزه سلا در ۱۱ مه ۱۹۱۶ در بخش روستایی ایریا فلاویا، در پادرون، استان لاکرونیا، اسپانیا متولد شد. او بزرگ‌ترین فرزند خانواده‌ای نه فرزندی بود. پدرش، کامیلو کریسانتو سلا ای فرناندز، گالیسیایی بود. مادرش، کامیلا امانوئلا ترولاک ای برتورینی، تباری انگلیسی و ایتالیایی داشت. خانواده از طبقه متوسط رو به بالا بودند و سلا دوران کودکی خود را اینگونه توصیف کرد: «آنقدر شاد که بزرگ شدن سخت بود.»

او بعد از دوره ابتدایی و متوسطه در دانشگاه به تحصیل در رشته پزشکی پرداخت، ولی بعدها به ادبیات روی آورد.
خوزه سلا در سال ۱۹۹۰ از همسر اول و مادر تنها پسرش «ماریا دل روزاریو کونده» جدا شد تا بتواند با روزنامه‌نگاری به نام «مارینا کاستانو» ازدواج کند. کتاب خانواده پاسکوآل دوآرته این نویسنده به فارسی ترجمه شده است.

## آثار
برخی از آثار خوزه سلا عبارتند از:

### رمان
- خانواده پاسکوآل دوآرته (۱۹۴۲)
- ماجراهای تازه و بدبیاری‌های لاساریو دو تورس (۱۹۴۴)
- سفر به آلکاریا (۱۹۴۸)
- کندو (۱۹۵۱)
- از مینو تا بیداسو (۱۹۵۲)
- خانم کالدول با پسرش سخن می‌گوید (۱۹۵۳)
- کاتیرا (۱۹۵۵)
- سان کامیلو ۱۹۳۶ (۱۹۶۹)
- مازورکایی برای دو مرده (۱۹۸۳)
- کریستو در برابر آریزونا (۱۹۸۸)

### سایر آثار
- آسایشگاه
- سان کاملیو
- دفتر ظلمات